# Manfred Bensing
Manfred Bensing (* 27. Juni 1927 in Mühlhausen/Thüringen; † 22. Januar 1996 in Leipzig) war ein deutscher Historiker, der an der Karl-Marx-Universität Leipzig lehrte.

## Leben und Wirken
Manfred Bensing besuchte die Volksschule und machte danach eine Lehre zum Flugmotorenschlosser. Er nahm als Soldat am Zweiten Weltkrieg teil und geriet in Kriegsgefangenschaft. Nach der Entlassung schulte er zum Schweißer um. Im April 1946 trat er in die SED ein und besuchte ab dem Jahr die Vorstudienanstalt in Jena und legte 1948 sein Abitur ab. Noch im selben Jahr begann er an der Friedrich-Schiller-Universität Jena (FSU) mit einem Studium in Pädagogik, Germanistik sowie Geschichte. Nebenher war er noch als Volksschullehrer tätig. Nachdem  Bensing 1952 sein Studium abgeschlossen hatte, wurde er Lehrer im marxistisch-leninistischen Grundlagenstudium der FSU, dann Dozent an der Pädagogischen Fachschule Langensalza, am Lehrerbildungsinstitut Nordhausen und schließlich bei der SED-Kreisleitung Nordhausen.
1959 wechselte Bensing auf eine planmäßige wissenschaftliche Aspirantur am Institut für Gesellschaftswissenschaften beim ZK der SED. Dort erfolgte im Dezember 1962 die Promotion bei Max Steinmetz und Ingrid Mittenzwei mit der Arbeit Thomas Müntzer und der Thüringer Aufstand 1525. Die Bedeutung Thomas Müntzers und seiner Partei für den Kampf der plebejischen Schichten, der Bauern und des revolutionären Bürgertums in Thüringen um die Weiterführung der frühen bürgerlichen Revolution in Deutschland.
Im Februar 1963 wurde Bensing mit der Wahrnehmung einer Dozentur für Deutsche Geschichte an der Karl-Marx-Universität Leipzig (KMU) betraut. 1966 wurde er zum Direktor der Abteilung Zeitgeschichte am Institut für Deutsche Geschichte an der KMU, im Februar 1967 Dozent für Neuere und neueste Geschichte. Von September 1969  bis 1988 lehrte Bensing als ordentlicher Professor mit Lehrauftrag für Geschichte der deutschen Arbeiterbewegung und der DDR. Die Promotion B erfolgte erst im September 1975 mit der Arbeit Grundzüge des Wachstums der Arbeiterklasse der DDR in der Übergangsperiode vom Kapitalismus zum Sozialismus. Zwei Jahre später wurde er Direktor der Sektion Geschichte der KMU. Von 1977 bis 1988 gehörte Bensing zum Redaktionskollegium der Zeitschrift Geschichtsunterricht und Staatsbürgerkunde. 1988 wurde er nach Invalidisierung emeritiert.
Bensing beschäftigte sich vor allem mit Thomas Müntzer, dem deutschen Bauernkrieg und auch mit der Beziehung Müntzers zu seinem Heimatort Nordhausen. Mehrere seiner Arbeiten wurden übersetzt, darunter in das Polnische und in das Japanische, einige Bücher erreichten mehrere Auflagen.

## Ehrungen/Auszeichnungen
- 1958: Ehrennadel der nationalen Front
- 1959: Pestalozzi-Medaille für treue Dienste in Bronze
- 1969: Pestalozzi-Medaille für treue Dienste in Silber
- 1983: Banner der Arbeit
- 1984: Nationalpreis der DDR, III. Klasse für Wissenschaft und Technik
- 1984: Pestalozzi-Medaille für treue Dienste in Gold
- 1987: Vaterländischer Verdienstorden in Silber

## Schriften
- mit Siegfried Hoyer: Der deutsche Bauernkrieg 1524–1526. Berlin 1965, 5. überarbeitete Auflage, Berlin 1985, ISBN 3-327-00291-6.
- Thomas Müntzer, VEB Bibliographisches Institut, Leipzig 1965 [4. Auflage 1989]
- Thomas Müntzer und der Thüringer Aufstand 1525, DVW, Berlin 1966 (Leipziger Übersetzungen und Abhandlungen zum Mittelalter, Bd. 3)
- mit Bernd Rüdiger (Hrsgg.): Thomas Müntzer. Politische Schriften, Manifeste, Briefe 1524/25, Bibliographisches Institut, Leipzig 1970 [3. Auflage 1973]